# Pundamilia igneopinnis
Pundamilia igneopinnis là một loài cá thuộc họ Cichlidae. The chi Pundamilia is doubtfully distinct from Haplochromis.
Nó là loài đặc hữu của Tanzania. Môi trường sống tự nhiên của chúng là hồ nước ngọt.